# Pont Taschereau (East Angus)
 (février 2024).
Si vous disposez d'ouvrages ou d'articles de référence ou si vous connaissez des sites web de qualité traitant du thème abordé ici, merci de compléter l'article en donnant les références utiles à sa vérifiabilité et en les liant à la section « Notes et références ».
Le pont Taschereau est un pont routier canadien situé à East Angus qui relie deux parties de cette ville en enjambant la rivière Saint-François. Il dessert la région de l'Estrie.

## Description
Le pont est emprunté par la route 214. Il comporte deux voies de circulation, soit une voie dans chaque direction, séparées par une ligne double centrale. Environ 8400 véhicules empruntent le pont quotidiennement, soit une moyenne annuelle d'un peu plus de 3 millions de véhicules.

## Histoire
Il a été achevé en 1981.